# Маэнца
Маэнца (итал. Maenza) — коммуна в Италии, располагается в регионе Лацио, подчиняется административному центру Латина.
Население составляет 3016 человек, плотность населения составляет 72 чел./км². Занимает площадь 42 км². Почтовый индекс — 04010. Телефонный код — 0773.
Покровителем населённого пункта считается святой Элевтерий. Праздник ежегодно празднуется 29 мая.